# Сребрист лангур
Сребристият още гривест лангур (Trachypithecus cristatus) е вид бозайник от семейство Коткоподобни маймуни (Cercopithecidae). Видът е почти застрашен от изчезване.

## Разпространение
Разпространен е в Бруней, Индонезия и Малайзия.